# Chrysiptera unimaculata
Chrysiptera unimaculata — вид риб родини Герицієві.

## Назва
В англійській мові має назву «однокрапкова красуня» (англ. onespot demoiselle). 

## Опис
Риба до 8 см завдовжки. Світлокоричнева з чорною плямою на основі спинного плавця.

## Поширення та середовище існування
Живе у багатих на коралові рифи територіях та затоках на глибині від 1 до 30 м. Від Червоного моря на заході до Фіджі на сході, Маврикія на півдні та Рюккю на півночі.

## Галерея

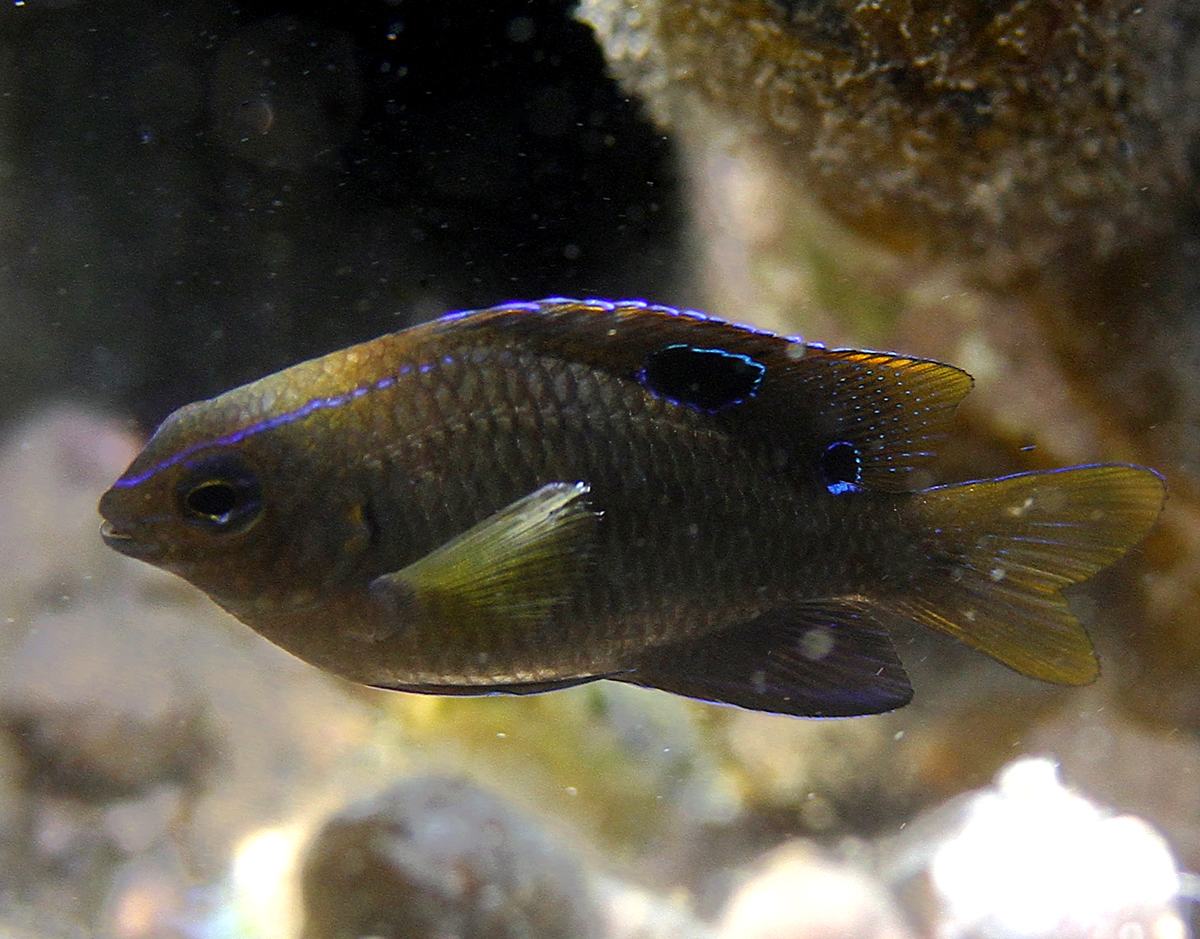
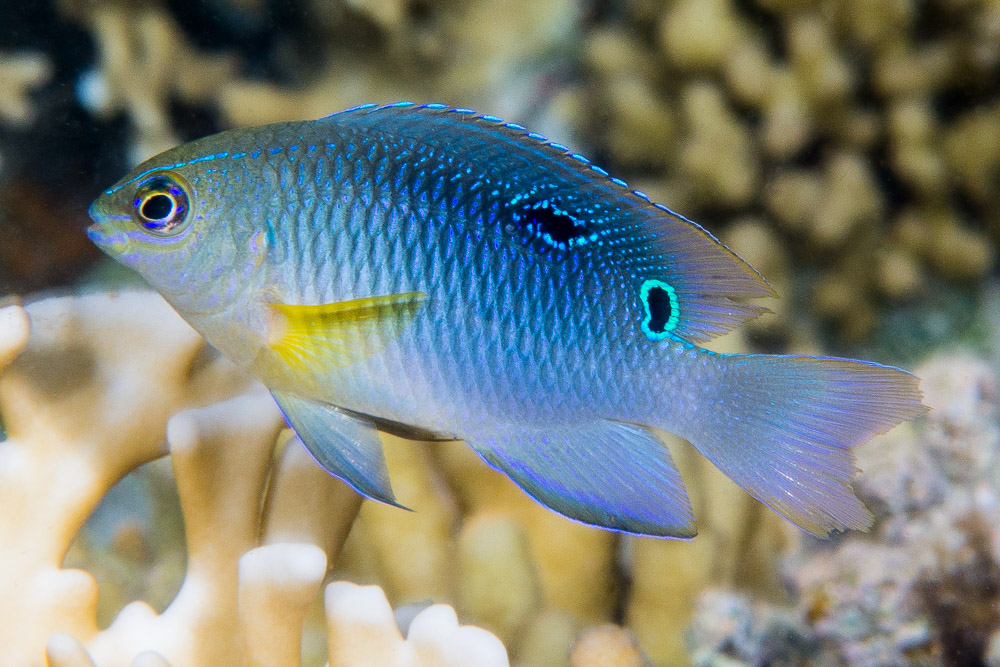